# فريدريش سي. كريشوف
كان فريدريش تشارلز كريشوف (27 يونيو 1861 - 25 مارس 1954)، مهندسًا معماريًا أستراليًا، وجامع طوابع ومصورًا هاويًا.

## نشأته وعائلته
وُلِد كريشوف في 27 يونيو 1861 في بوغل رانجيز، جنوب أستراليا. كان والده فريدريش إدوارد هاينريش وولف كريشوف (1824-1904)، عضو برلمان جنوب أستراليا، ووالدته دوروثيا صوفيا أريفولينا فيشر.
تزوج كريشوف من إليزابيث أليس جيميل في 3 مارس 1898 في لونغ فالي، شمال ستراثالبين، جنوب أستراليا. عاش في سنواتهِ الأخيرة في طريق بورتراش، حدائق توراك.

## من انجازاته
بصفته مهندسًا معماريًا، صمم كريشوف قاعة روتندا في هازلوود بارك، إلى جانب مبانٍ أخرى.

## جمع الطوابع
كان كريشوف متخصصًا في طوابع البريد في نيوزيلندا والولايات الأسترالية، وخاصةً جنوب أستراليا. أُدرج اسمه في قائمة هواة جمع الطوابع المتميزين عام 1932. لم يتمكن من التوقيع بنفسهِ لعدم تمكنهِ من حضور الحفل. انتُخب كريشوف زميلًا في الجمعية الملكية لهواة جمع الطوابع بلندن عام 1941.

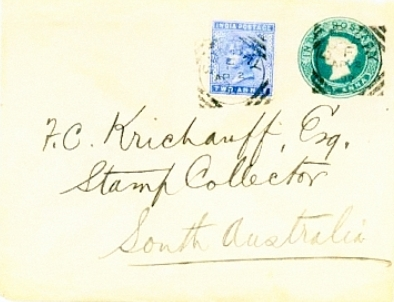
رسالة من الهند عام 1897، موجهة فقط إلى السيد ف. س. كريشوف، جامع الطوابع، جنوب أستراليا.

## التصوير
كان كريشوف عضوًا مؤسسًا لجمعية جنوب أستراليا لهواة التصوير الفوتوغرافي عام 1885، وشغل أيضًا منصب السكرتير وأمين الصندوق. في عام 1886، مُنح ميدالية برونزية في معرض لندن للاستعمار والهنود، وفي عام 1887 مُنح وسام الاستحقاق الأول لأعمالهِ الفوتوغرافية المعروضة في معرض أديلايد الدولي لليوبيل. في يونيو 1949، أُجريت مقابلة مع كريشوف في مجلة أسترالاسيان فوتو ريفيو، حيث صرّح بأنه لم يبع صوره قط، بل كان يهديها فقط.
توجد العديد من ألبومات صورهِ في مكتبة ولاية جنوب أستراليا.

## من مؤلفاته
- طوابع بريد جنوب أستراليا. جمعية هواة جمع الطوابع في جنوب أستراليا، أديلايد. ن. ر. جيمس إد. (مساهم)

## وفاته
توفي فريدريش تشارلز كريشوف في 25 مارس 1954 في أديلايد، جنوب أستراليا.

## روابط خارجية
- Photographs by Friedrich C. Krichauff at Trove, National Library of Australia.